# 5671 (année hébraïque)
5671 (hébreu : ה'תרע"א , abbr. : תרע"א) est une année hébraïque qui a commencé à la veille au soir du 4 octobre 1910 et s'est finie le 22 septembre 1911. Cette année a compté 354 jours. Ce fut une année simple dans le cycle métonique, avec un seul mois de Adar. Ce fut la première année depuis la dernière année de chemitta.

## Calendrier
Ce calendrier hébraïque de l'année 5671 donne les correspondances avec les dates du calendrier grégorien.
Le premier nombre dans chaque case correspond au jour du mois hébraïque. Les jours en couleurs sont des jours remarquables juifs .
| ◄◄ | 5671 | ►► |

## Naissances
- Moshe Carmel
- Josef Mengele

## Décès
5666 - 5667 - 5668 - 5669 - 5670 - 5671 - 5672 - 5673 - 5674 - 5675 - 5676